# Dial M for Murder
Dial M for Murder (en España, Crimen perfecto; en México, Con M de muerte; en otros países de Hispanoamérica, La llamada fatal) es una película dirigida por Alfred Hitchcock en 1954, y con Ray Milland, Grace Kelly, Robert Cummings y John Williams como actores principales. 
Está basada en la obra de teatro homónima del dramaturgo inglés Frederick Knott. Dicha obra fue estrenada en la BBC en 1952 y posteriormente en los escenarios londinenses y neoyorquinos antes de que se rodara la película, dos años después, con guion del propio Knott. Además, forma parte del AFI's 10 Top 10 en la categoría "Películas de misterio".

## Sinopsis
Tony Wendice (Ray Milland) quiere dar muerte a su esposa Margot (Grace Kelly) porque le es infiel, aunque lo que más le interesa es quedarse con su fortuna. Chantajea a un antiguo compañero de la universidad para que entre en la casa en su ausencia y estrangule a Margot cuando esta reciba una llamada telefónica. Pero un detalle desmorona todo el plan.
El habitual cameo de Hitchcock tiene lugar en el minuto 13ː15; se le ve en la foto de una cena de la universidad que Wendice muestra a Lesgate.

## Argumento
A mediados de los años 50, Tony Wendice, un tenista profesional inglés retirado, está casado con la adinerada socialité Margot, que mantiene una aventura con Mark Halliday, un escritor de novelas policiacas estadounidense. Sin que ellos lo sepan, Tony sabe sobre la aventura y planea el asesinato de Margot para heredar su fortuna, temiendo que un divorcio lo dejaría sin dinero.
Tony también es consciente de que Charles Swann, un viejo conocido de la Universidad de Cambridge, es un estafador de poca monta con antecedentes penales. Tony invita a Swann a su apartamento con un pretexto y le cuenta sobre la aventura de Margot. Tony también le confiesa que seis meses antes, robó el bolso de Margot, que contenía una carta de amor de Mark, y la chantajeó anónimamente. Después de engañar a Swann para que dejara sus huellas dactilares en la carta, Tony lo atrapa, amenazándolo con delatarlo como chantajista de Margot a menos que mate a Margot. Con el incentivo adicional de 1000 libras en efectivo, Swann acepta el asesinato. 
Tony le explica que él y Mark asistirán a una fiesta mientras Margot se queda sola en casa. A una hora específica en la que Margot seguramente estará en la cama, Swann entrará por la puerta principal, que siempre está abierta, y entrará por la puerta cerrada del apartamento con la llave de Margot, que Tony esconderá en la escalera debajo de una alfombra. Tony llamará al apartamento desde la fiesta y Swann matará a Margot cuando ella responda al teléfono. Swann silbará por teléfono para indicar que el trabajo está hecho, luego creará señales de un robo que salió mal y devolverá la llave debajo de la alfombra de la escalera cuando salga del apartamento.
La noche siguiente, Swann entra en el apartamento y Tony llama por teléfono como estaba planeado. Cuando Margot responde al teléfono, Swann intenta estrangularla con su bufanda, pero ella lo apuñala fatalmente con unas tijeras que alcanza durante la lucha. Al oír a Margot pedir ayuda en lugar del silbido de Swann, Tony finge un pretexto por la llamada y la aconseja que no hable con nadie. Regresa a casa, y antes de llamar a la policía Tony convence a Margot de ocultar que le dijo que no llamara a la policía inmediatamente y manda a Margo a la cama.  Mientras Margot se trata su herida y busca medicina por su ansiedad, Tony transfiere lo que cree que es la llave de Margot del bolsillo de Swann al bolso de Margot. También intenta incriminar a Margot plantando pistas falsas:  coloca la carta de Mark en el bolsillo de Swann, destruye la bufanda de Swann en la chimenea, “esconde” una media de Margot debajo de la almohadilla del escritorio donde sabe que la policía la encontrará, y abre la puerta del jardín como un falso punto de entrada de Swan.
El inspector jefe Hubbard llega para interrogar a los Wendice, aunque Margot hace varias declaraciones contradictorias. Cuando Hubbard dice que la evidencia indica que Swann entró por la puerta principal, Tony afirma que Swann debe haber sido responsable de robar el bolso de Margot e hizo una copia de su llave. Como Tony pretende, Hubbard no cree la historia y arresta a Margot después de concluir que ella mató a Swann por chantajearla y planteo pistas falsas para fingir que Swan la había atacado. Margot es declarada culpable de asesinato y condenada a muerte.
Meses después, el día antes de la ejecución programada de Margot, Mark visita a Tony y le dice que ha ideado una historia para contarle a la policía para salvar a Margot. La "historia" de Mark es muy parecida a lo que realmente ocurrió: que Tony pagó a Swann para matar a Margot. Si Tony confiesa la historia de Mark, Tony irá a la cárcel por un tiempo, pero Margot se salvará. Hubbard llega inesperadamente y Mark se esconde en el dormitorio. Hubbard le pregunta a Tony sobre las grandes sumas de dinero, guardado en un maletín, que ha estado gastando por la ciudad. Engaña a Tony para que revele que su llave está en su impermeable y pregunta por el maletín de Tony. Tony afirma haber perdido el maletín, pero Mark, al escuchar la conversación, lo encuentra en la cama, lleno de billetes. Deduciendo que el dinero era el pago que Tony pretendía dar a Swann, Mark se enfrenta a Tony y le explica su teoría a Hubbard. Tony "confiesa" que el dinero era el pago de chantaje de Margot a Swann, que había ocultado para protegerla. Hubbard parece aceptar la explicación de Tony y Mark se va enojado. Hubbard cambia discretamente su propio impermeable por el de Tony. En cuanto Tony se va, Hubbard utiliza la llave de Tony para volver a entrar en el apartamento, seguido de Mark. Hubbard había descubierto previamente que la llave del bolso de Margot era la llave del propio Swann y dedujo que Swann había devuelto la llave de los Wendice en su escondite después de abrir la puerta. Ahora, sospechando correctamente que Tony ha conspirado con Swann, Hubbard ha desarrollado una elaborada artimaña para atraparlo.
Los agentes de policía, vestidos de civil, llevan a Margot desde la prisión al apartamento. Ella intenta sin éxito abrir la puerta con la llave de su bolso, luego entra por el jardín, demostrando a Hubbard que no sabe que hay una llave oculta y, por lo tanto, es inocente. Hubbard hace que el bolso de Margot sea devuelto a la comisaría, donde Tony lo recupera después de descubrir que no tiene llave. La llave del bolso de Margot no funciona, por lo que utiliza la llave oculta para abrir la puerta, demostrando su culpabilidad y exculpando a Margot. Con sus rutas de escape bloqueadas por Hubbard y otros policías, Tony tranquilamente se prepara una bebida y felicita a Hubbard.

## Reparto
- Ray Milland como Tony Wendice.
- Grace Kelly como Margot Mary Wendice.
- Robert Cummings como Mark Halliday.
- John Williams como el inspector jefe Hubbard.
- Anthony Dawson como el capitán Lesgate.
- Leo Britt como el cuentista de la fiesta.
- Patrick Allen como el detective Pearson.
- Robin Hughes como el sargento de policía.
- George Leigh como el detective Williams.
- George Alderson como el primer detective.